# Bosse (amerikansk musiker)
 Der er for få eller ingen kildehenvisninger i denne artikel, hvilket er et problem. Du kan hjælpe ved at angive troværdige kilder til de påstande, som fremføres i artiklen.

|  | Denne artikel handler om den amerikanske musiker Bosse. Der er også en en dansk musiker med dette navn, se Bosse (dansk musiker) |
Richard A. Bosse er en amerikansk musiker som udgiver musik under navnet Bosse. Hans musik er blevet beskrevet som "den mest kolde form for akustisk funeral folk", "trøstesløs eksperimentel akustisk ambient" og "minimalistisk akustisk musik" med fokus på at emulere en følelse af melankoli og nostalgi. Han har i øjeblikket kontrakt med pladeselskabet Those Opposed Records, som har udgivet hans debutalbum Echoes of the Forgotten i 2008 som første del af samlingen Desolation Propaganda. Forinden havde han udgivet en ep med titlen 3 (2007), der som kassettebånd blev distribueret af undergrundsdistributionen Choirs of Delusion samt medvirket på splitalbummet What Night Brings... (også kassette) med black metal-bandet Trancelike Void.

## Diskografi

### Studiealbum
- 2008: Echoes of the Forgotten

### Ep'er
- 2007: 3

### Splitalbum
- 2008: What Night Brings... (med Trancelike Void)

## Fodnoter
1. ↑  Those Opposed Records Online Cave Arkiveret 14. oktober 2008 hos  Wayback Machine (Webside ikke længere tilgængelig)
2. ↑  "Invalid Friend ID". Arkiveret fra originalen 16. maj 2009. Hentet 20. april 2009.
3. ↑  http://intothywoods.blogspot.com/2008/10/bosse-echoes-of-forgotten.html (Webside+ikke+længere+tilgængelig)
4. ↑  Encyclopaedia Metallum – Trancelike Void – What Night Brings
5. 1 2  Trancelike Void / Bosse Arkiveret 22. januar 2009 hos  Wayback Machine (Webside ikke længere tilgængelig)